# Lesueurigobius koumansi
Lesueurigobius koumansi es una especie de peces de la familia de los Gobiidae en el orden de los Perciformes.

## Morfología
Los machos pueden llegar a alcanzar los 11 cm de longitud total.

## Hábitat
Es un pez de Mar y, de clima tropical y demersal que vive entre los 50-135 m de profundidad. 

## Distribución geográfica
Se encuentra en el Atlántico oriental: desde el Gabón hasta Luanda (Angola ).

## Observaciones
Es inofensivo para los humanos. 